# Clare Hibbs Armstrong
Pour les articles homonymes, voir Armstrong.
Clare Hibbs Armstrong (23 janvier 1894 - 12 juillet 1969) était un officier hautement décoré de l'armée de terre américaine (US Army) avec le grade de brigadier général (général de brigade). Diplômé de l'Académie militaire des États-Unis, il était le commandant de la 50e brigade d'artillerie antiaérienne (50th Anti-Aircraft Artillery Brigade) lors de la défense aérienne d'Anvers pendant la Seconde Guerre mondiale. La 50e brigade d'artillerie antiaérienne a détruit 97 % de toutes les bombes volantes V-1 visant les installations d'amarrage qui approvisionnaient les 12e et 21e groupe d'armées.
Après la guerre, Armstrong est resté dans l'armée et a servi comme attaché militaire pour la Belgique et le Luxembourg, terminant sa carrière comme commandant général du Centre d'entraînement de l'artillerie antiaérienne de la 3e armée (Third Army) à Camp Stewart, en Géorgie,.

## Biographie

### Début de carrière
Armstrong est né le 23 janvier 1894 à Albert Lea, dans le Minnesota, fils du président de banque et conseiller municipal DeWitt Clinton Armstrong et d'Anna Hibbs. Après le lycée, Armstrong a été nommé à l'Académie militaire des États-Unis à West Point, dans l'État de New York,,,.
Il fait partie de la promotion qui a produit plus de 55 futurs officiers généraux, dont deux chefs d'état-major de l'armée de terre - Joseph L. Collins et Matthew B. Ridgway. Parmi ses autres camarades de classe figurent: Aaron Bradshaw Jr., Mark W. Clark, John T. Cole, Norman D. Cota, John M. Devine, William W. Eagles, Theodore L. Futch, Charles H. Gerhardt, Augustus M. Gurney, Ernest N. Harmon, William Kelly Harrison Jr., Robert W. Hasbrouck, Frederick A. Irving, Laurence B. Keiser, Charles S. Kilburn, Bryant E. Moore, Daniel Noce, Onslow S. Rolfe, Herbert N. Schwarzkopf, Albert C. Smith, George D. Wahl, Raymond E. S. Williamson et George H. Weems.
Armstrong a obtenu son diplôme de Bachelor of Science le 20 avril 1917, peu après l'entrée des États-Unis dans la Première Guerre mondiale, et a été nommé sous-lieutenant (second lieutenant) dans l'infanterie (Infantry Branch). Il a ensuite été ordonné à Fort McPherson, en Géorgie, et attaché au 17e régiment d'infanterie (17th Infantry Regiment). Il est promu premier lieutenant (first lieutenant) le 5 mai 1917, puis captain (capitaine) à titre temporaire le 5 août, et prend le commandement de la compagnie de fusiliers de son régiment. Alors que son régiment se prépare à un déploiement de combat en France, la grippe espagnole le frappe et la moitié de sa compagnie meurt. Il a également été frappé par la maladie, mais a été soigné avec l'aide de sa femme,.
Après s'être rétabli, Armstrong a rejoint son régiment et a servi avec lui à Chickamauga, en Géorgie, à Tampa, en Floride et à Camp Meade, dans le Maryland, jusqu'en novembre 1919, lorsqu'il a reçu une promotion permanente au grade de capitaine et l'ordre d'être transféré à Fort Benning, en Géorgie. Là, Armstrong a servi comme officier des opérations du Corps de transport motorisé (Motor Transport Corps) de la garnison jusqu'en février 1920, quand il a été ordonné à Camp Funston, dans le Kansas, pour servir comme officier des biens de la 7e division infanterie (7th Infantry Division) sous le Major Général Edward McGlachlin Jr.,.
Armstrong a passé près d'un an à ce poste, qu'il a quitté en janvier 1921, lorsqu'il a été envoyé dans la zone du canal de Panama. Il a été affecté au 42e régiment d'infanterie (42nd Infantry Regiment), composé de recrues portoricaines. Il est commandant de compagnie de fusiliers au camp Gaillard et s'intéresse à la défense antiaérienne encore en développement. Armstrong est tellement fasciné par cette arme qu'il demande à être transféré au Corps d'artillerie côtière (Coast Artillery Corps) en novembre 1921. Sa première affectation au sein de l'artillerie côtière fut la 4e compagnie du régiment d'artillerie côtière à Fort Amador, dans la zone du canal de Panama, où il resta jusqu'en décembre 1923, date à laquelle il reçut l'ordre de retourner aux États-Unis. Armstrong fut transféré à l'artillerie côtière en 1930,,.
Armstrong retourne aux États-Unis et sert dans la défense côtière à Fort Hancock, dans le New Jersey, jusqu'en juillet 1924, date à laquelle il est affecté à l'Académie militaire des États-Unis à West Point en tant qu'instructeur adjoint de tactique. Il y a passé cinq ans et a commandé la Compagnie des cadets au cours de sa dernière année. Armstrong est entré à l'École d'artillerie côtière de l'US Army à Fort Monroe, en Virginie, en août 1929,.
Après avoir obtenu son diplôme un an plus tard, Armstrong a suivi un bref cours à l'École de guerre chimique (Chemical Warfare School) à Edgewood Arsenal, dans le Maryland. Après l'avoir terminé en novembre 1930, il s'est embarqué pour les Philippines. Il a été stationné à Fort Santiago, à Manille, et a servi comme assistant pour les relations avec la presse dans la section des renseignements jusqu'en mars 1931, date à laquelle il a rejoint le 92e régiment d'artillerie côtière(92nd Coast Artillery Regiment) (scouts philippins) à Fort Mills, Corregidor, en tant que commandant de batterie. Pendant son mandat de commandant de batterie, son unité remporte un premier "E" pour l'excellence de son tir en janvier 1932 et un second "E" en juin 1932,.
Après son retour aux États-Unis en mars 1932, Armstrong est attaché au 6e régiment d'artillerie côtière (6th Coast Artillery Regiment) à Fort Winfield Scott à San Francisco, en Californie, et est promu major en mars 1933. Il a participé avec son unité à l'exercice de Fort Worden, dans l'État de Washington, et a obtenu un troisième "E" pour l'excellence de son tir,.
Deux mois plus tard, il est affecté à Medford, dans l'Oregon, où il active et commande un district local du Civilian Conservation Corps. Pendant son mandat d'un an, dans le contexte de la Grande Dépression, des milliers de chômeurs rattachés à son commandement ont construit des ponts, des coupe-feu et des cabanes,.
Armstrong a servi à Medford jusqu'en août 1935, date à laquelle il a été envoyé à l'école de commandement et d'état-major général de l'US Army (Army Command and General Staff School) à Fort Leavenworth, au Kansas. Il y termina ses cours avancés en juin 1936. Il a ensuite été envoyé à Washington, D.C., et nommé chef de la section du personnel au bureau du chef de l'artillerie côtière, sous les ordres du major général (général de division) Archibald H. Sunderland. Sa femme, Mary, est décédée d'un cancer en août 1938,.
En septembre 1938, Armstrong a reçu l'ordre de retourner à l'Académie militaire des États-Unis à West Point en tant qu'inspecteur de poste et officier des plans de guerre. Il a pris le commandement du détachement de service de West Point en mai 1939 et a été promu lieutenant-colonel le 1er juillet 1940,,.

### Seconde Guerre mondiale
Armstrong a été temporairement promu colonel le 11 décembre 1941, quatre jours après l'attaque japonaise sur Pearl Harbor, et a quitté l'Ouest en mai 1942. Il est ensuite affecté à Camp Haan, en Californie, et prend le commandement du 86e régiment d'artillerie côtière (86th Coast Artillery Regiment). Son unité a été renommée 109e groupe d'artillerie côtière (109th Coast Artillery Group) en janvier 1943 et Armstrong a été temporairement promu brigadier général (général de brigade) le 16 mars 1943,,.
Pour son nouveau poste, Armstrong est envoyé à Camp Davis, en Caroline du Nord, en juillet 1943 et prend le commandement de la 50e brigade d'artillerie antiaérienne (50th Anti-Aircraft Artillery Brigade). Il a passé plusieurs mois à se préparer intensivement au déploiement au combat et a embarqué pour le théâtre d'opérations européen (European Theater of Operations) en février 1944. Armstrong et sa brigade ont été stationnés au Royaume-Uni et ont participé à la campagne de Normandie,,.
En octobre 1944, Armstrong a été chargé d'exécuter l'"opération Anvers X", qui visait à protéger le port d'Anvers et ses habitants contre les attaques de bombes volantes. Il a formé une force antiaérienne de défense spéciale, qui comprenait sa propre brigade, une autre brigade antiaérienne américaine, une brigade britannique et un régiment polonais - un total de 22 000 hommes désignés pour la défense d'Anvers. Le port a servi de centre logistique opérationnel important, où la plupart des approvisionnements en provenance des États-Unis ont été redistribués pour les forces alliées sur le continent,,,.
Armstrong et ses troupes ont été déployés en France, en Belgique, aux Pays-Bas et au Luxembourg, et ont détruit 97 % de toutes les bombes volantes V-1 visant les installations portuaires d'Anvers,,,.
Au cours de la dernière phase de la Seconde Guerre mondiale, Armstrong et une partie de sa brigade ont soutenu la 3e armée (Third Army) du lieutenant général (général d'armée) George S. Patton lors de son avancée dans la campagne des Ardennes ou campagne de Rhénanie[,,.
Pour son service pendant la défense d'Anvers, Patton a décerné à Armstrong la Army Distinguished Service Medal (DSM) et deux Bronze Star, et l'a nommé commandant de la 3e armée, tandis que le gouvernement belge lui a décerné l'Ordre de Léopold, avec rang de commandeur, et la Croix de guerre avec palme,,,. La citation pour la DSM d'Armstrong se lit comme suit:
"Le Président des États-Unis d'Amérique, autorisé par la loi du Congrès du 9 juillet 1918, a le plaisir de remettre la Army Distinguished Service Medal au brigadier général Clare Hibbs Armstrong (ASN : 0-5318), armée des États-Unis, pour services exceptionnellement méritoires et distingués rendus au gouvernement des États-Unis, dans une fonction de grande responsabilité, de novembre 1944 à avril 1945, alors qu'il commandait la défense de l'artillerie antiaérienne d'Anvers contre les attaques de bombes volantes allemandes. Grâce à la disposition tactique habile de ses forces et au déplacement incessant d'unités pour faire face à des menaces venant de directions différentes, le général Armstrong a établi autour du port belge vital un cordon qui, à la fin de la campagne, détruisait 97 % de toutes les bombes volantes V-1 visant les installations d'amarrage qui approvisionnaient les 12e et ** groupes d'armées. Dans cette opération, il a intégré les efforts de l'artillerie antiaérienne américaine, britannique et polonaise, composée de trois brigades totalisant plus de 22 000 hommes, formant une équipe qui a contrarié l'effort total des Allemands et rendu possible un approvisionnement ininterrompu des forces alliées dans leur progression de la Roer à l'Elbe. Sa grande réussite fut une contribution exceptionnelle à la fin de la guerre en Europe."
Les Alliés ont décoré Armstrong de la Légion d'honneur[Quand ?], de la Croix de guerre française avec palme, de l'Ordre de l'Empire britannique, de l'Ordre néerlandais d'Orange-Nassau, de l'Ordre luxembourgeois de la Couronne de chêne et de la Croix de guerre luxembourgeoise,.

### Service d'après-guerre
Après la capitulation de l'Allemagne nazie en mai 1945, Armstrong a rejoint le quartier général de la 15e armée (15th Army) sous Patton et a servi en tant qu'officier en chef de l'antiaérien pendant l'occupation de l'Allemagne jusqu'en avril 1946. Il reprend alors son grade de colonel du temps de paix et assume les fonctions de chef des missiles guidés, de l'artillerie côtière et de la section des plans du groupe d'artillerie antiaérienne, au quartier général des forces antiaériennes,,.
Armstrong retourne en Belgique en décembre 1946 et occupe le poste d'attaché militaire pour la Belgique et le Luxembourg. Il a été fait citoyen d'Anvers, une distinction partagée uniquement avec Winston Churchill, le général Dwight D. Eisenhower et le maréchal Bernard L. Montgomery. Un buste à son effigie est exposé à l'hôtel de ville d'Anvers,.
Après le déclenchement de la guerre de Corée, Armstrong fut à nouveau promu brigadier général (général de brigade) le 27 septembre 1950 et renvoyé aux États-Unis en décembre. En raison de ses connaissances et de son expérience en matière d'artillerie antiaérienne, il est nommé commandant général du centre d'entraînement de l'artillerie antiaérienne de la 3e armée à Camp Stewart, en Géorgie. Il est chargé de former des équipes d'artillerie antiaérienne pour remplacer les troupes en Corée et reçoit la Army Commendation Medal,.

### Retraite
Armstrong resta à ce poste jusqu'au 31 mars 1953, date à laquelle il prit sa retraite du service actif après presque 36 ans de service. Il a ensuite travaillé comme consultant pour des fabricants d'armes américains et belges et s'est ensuite installé à Majorque, dans les îles Baléares en Espagne. C'est là qu'il rencontre Catherine Hays Taylor, une veuve originaire de Ligonier, en Pennsylvanie, avec laquelle il se marie en 1955,.
Ils se sont installés à Hampton, en Virginie, où Armstrong est mort le 12 juillet 1969, à l'âge de 75 ans. Il a été enterré avec tous les honneurs militaires au cimetière de l'Académie militaire des États-Unis à côté de sa première femme, Mary. Armstrong a laissé trois enfants de son premier mariage, les fils Clare Jr. et DeWitt et la fille Elizabeth. Ses fils sont diplômés de l'Académie militaire des États-Unis. Clare Jr. a pris sa retraite en tant que lieutenant-colonel et DeWitt a atteint le grade de général de brigade et a terminé son service en tant que général commandant à Fort Devens,.

## Décorations
Voici la barrette de rubans du général de brigade Clare Hibbs Armstrong
| Bronze oak leaf cluster                               |  |  |  |
|                                                       |  |  |  |
| Bronze star · Bronze star · Bronze star · Bronze star |  |  |  |
|                                                       |  |  |  |
|                                                       |  |  |  |

| 1er rang | Distinguished Service Cross                                        | Distinguished Service Cross                                        | Distinguished Service Cross                                        | Distinguished Service Cross                                        | Distinguished Service Cross                      | Distinguished Service Cross                      | Distinguished Service Cross                      | Bronze Star Medal avec feuilles de chêne         | Bronze Star Medal avec feuilles de chêne                    | Bronze Star Medal avec feuilles de chêne                    | Bronze Star Medal avec feuilles de chêne                    | Bronze Star Medal avec feuilles de chêne                    | Bronze Star Medal avec feuilles de chêne  | Bronze Star Medal avec feuilles de chêne  | Bronze Star Medal avec feuilles de chêne  |                                           |
| 2e rang  | Army Commendation Medal                                            | Army Commendation Medal                                            | Army Commendation Medal                                            | Army Commendation Medal                                            | World War I Victory Medal                        | World War I Victory Medal                        | World War I Victory Medal                        | World War I Victory Medal                        | American Defense Service Medal                              | American Defense Service Medal                              | American Defense Service Medal                              | American Defense Service Medal                              | American Campaign Medal                   | American Campaign Medal                   | American Campaign Medal                   | American Campaign Medal                   |
| 3e rang  | European-African-Middle Eastern Campaign Medal avec 4 Service star | European-African-Middle Eastern Campaign Medal avec 4 Service star | European-African-Middle Eastern Campaign Medal avec 4 Service star | European-African-Middle Eastern Campaign Medal avec 4 Service star | World War II Victory Medal                       | World War II Victory Medal                       | World War II Victory Medal                       | World War II Victory Medal                       | Army of Occupation Medal                                    | Army of Occupation Medal                                    | Army of Occupation Medal                                    | Army of Occupation Medal                                    | National Defense Service Medal            | National Defense Service Medal            | National Defense Service Medal            | National Defense Service Medal            |
| 4e rang  | Commandeur de l'Ordre de Léopold (Belgique)                        | Commandeur de l'Ordre de Léopold (Belgique)                        | Commandeur de l'Ordre de Léopold (Belgique)                        | Commandeur de l'Ordre de Léopold (Belgique)                        | Croix de Guerre avec palme (Belgique)            | Croix de Guerre avec palme (Belgique)            | Croix de Guerre avec palme (Belgique)            | Croix de Guerre avec palme (Belgique)            | Commandeur de l'ordre de l'Empire britannique (Royaume-Uni) | Commandeur de l'ordre de l'Empire britannique (Royaume-Uni) | Commandeur de l'ordre de l'Empire britannique (Royaume-Uni) | Commandeur de l'ordre de l'Empire britannique (Royaume-Uni) | Chevalier de la Légion d'honneur (France) | Chevalier de la Légion d'honneur (France) | Chevalier de la Légion d'honneur (France) | Chevalier de la Légion d'honneur (France) |
| 5e rang  | Croix de guerre 1939-1945 avec palme (France)                      | Croix de guerre 1939-1945 avec palme (France)                      | Croix de guerre 1939-1945 avec palme (France)                      | Croix de guerre 1939-1945 avec palme (France)                      | Commandeur de l'Ordre d'Orange-Nassau (Pays-Bas) | Commandeur de l'Ordre d'Orange-Nassau (Pays-Bas) | Commandeur de l'Ordre d'Orange-Nassau (Pays-Bas) | Commandeur de l'Ordre d'Orange-Nassau (Pays-Bas) | Commandeur de l'Ordre de la Couronne de chêne (Luxembourg)  | Commandeur de l'Ordre de la Couronne de chêne (Luxembourg)  | Commandeur de l'Ordre de la Couronne de chêne (Luxembourg)  | Commandeur de l'Ordre de la Couronne de chêne (Luxembourg)  | Croix de guerre (Luxembourg)              | Croix de guerre (Luxembourg)              | Croix de guerre (Luxembourg)              | Croix de guerre (Luxembourg)              |

## Source
- (en) Cet article est partiellement ou en totalité issu de l’article de Wikipédia en anglais intitulé « Clare Hibbs Armstrong » (voir la liste des auteurs).